# Красная Поляна (Акмолинская область)
Кра́сная Поля́на (каз. Красная Поляна) — село в Сандыктауском районе Акмолинской области Казахстана. Административный центр Берликского сельского округа. Код КАТО — 116438100.

## География
Село расположено в южной части района, вдоль реки Сыркырама, в 37 км на юг от центра района села Балкашино.

### Улицы[2][3]
- ул. Абая,
- ул. Бейбитшилик,
- ул. Енбек,
- ул. Тауелсиздиктин 25 жылдыгы.

### Ближайшие населённые пункты
- село Петриковка в 3 км и село Арбузинка в 4 км на западе,
- село Богородка в 7 км на северо-востоке.

## Население
В 1989 году население села составляло 626 человек (из них чеченцев 54 %, русских 29 %).
В 1999 году население села составляло 545 человек (286 мужчин и 259 женщин). По данным переписи 2009 года, в селе проживало 570 человек (304 мужчины и 266 женщин).
Большая часть населения составляют чеченцы.
| Численность населения | Численность населения | Численность населения |
| 1989                  | 1999                  | 2009                  |
| --------------------- | --------------------- | --------------------- |
| 626                   | ↘545                  | ↗570                  |